# Klemen Cehte
Klemen Cehte, slovenski rokometaš, * 10. maj 1986, Brežice.

## Življenjepis
Klemen Cehte je odraščal v  Brestanici ,kjer je tudi pri dobrih 7 letih začel trenirati rokomet pri  RK Krško.Klemen igra na poziciji levega zunanjega ter igra za Slovensko rokometno reprezentanco  in francoskega prvoligaša  Pays d'Aix UCH iz mesta Aix-en-Provence,ki ima okoli 143.000 prebivalcev in leži 32 km severno od  Marseilla na jugozahodu Francije.Tudi njegov mlajši brat  Nejc Cehte je slovenski reprezentant in trenutno član Rokometnega kluba Gorenje Velenje.